# Bargello (museum)
Het Nationaal Museum Bargello (Museo Nazionale del Bargello) is een van de vele musea in Florence, in Toscane, Italië. Het museum is gehuisvest in een paleis, het Palazzo del Bargello.

## Het paleis
Het paleis werd in 1255 gebouwd als zetel voor de capitano del popolo. Volgens Giorgio Vasari is het gebouwd naar ontwerp van Jacopo di Lapo, vader van Arnolfo di Cambio. Het paleis bestaat uit meerdere wooneenheden en -lagen. De 54 meter hoge toren, bekend als 'La Montanina' is een klokkentoren die de burgers van Florence moest waarschuwen als de stad aangevallen werd. Rond 1287 werd het balkon toegevoegd, een loggia met uitzicht op de ruitvormige binnentuin. De trap die naar het balkon leidt is van Nero di Fioravanti. Het gebouw heeft daarna nog een uitbreiding ondergaan die voltooid werd in het midden van de 14e eeuw.
Vanaf 1261 fungeerde het gebouw als zetel van de Podestà en vanaf 1502 zetelde de raad van justitie en de politie erin. In 1574 nam de Bargello, het hoofd de politie, zijn intrek en werd het paleis een grauwe gevangenis met martel- en executiekamers. Tot 1786 zijn er in de tuin van het paleis executies voltrokken, toen werd de doodstraf door de groothertog Pietro Leopoldo afgeschaft en de martelwerktuigen werden verbrand. De gevangenis bleef wel in gebruik tot 1857.
In 1865 werd het paleis gerestaureerd door de architect Francesco Mazzei. Het paleis wordt nu gezien als een van de mooiste voorbeelden van de Florentijnse gotiek. Met zijn sobere maar harmonieuze uitstraling is het Palazzo del Bargello een van de trekpleisters van Florence.

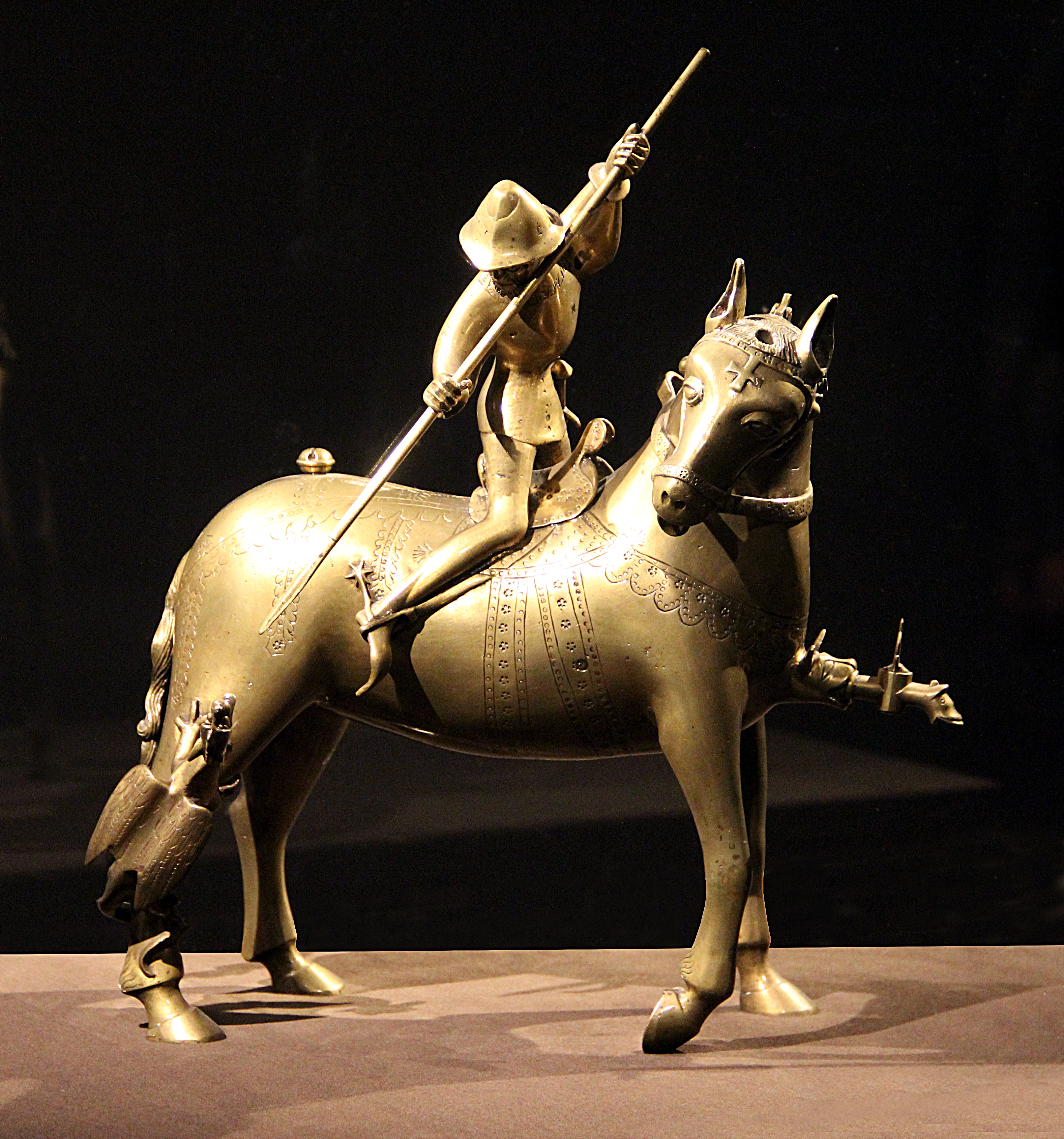
Aquamanile voorstellende St-Joris en zijn paard die de draak doden, gemaakt in het Mosane- of Rijngebied (ca. 1400-1410).

## Het museum
Sinds 1865 is in het paleis het Nationaal Museum gehuisvest. De nadruk van de collectie ligt sterk op beeldhouwwerk. Het museum is in het bezit van meesterwerken van onder anderen:
- Michelangelo (Bacchus, Tondo Pitti, Brutus en David-Apollo
- Ghiberti
- Andrea del Verrocchio (David)
- Donatello (onder andere de bronzen David en St. George)
- Giambologna (onder andere Mercurius en L’Architettura)
- Benvenuto Cellini (onder andere de bronzen buste van Cosimo I)
- Jacopo Sansovino (onder andere Bacchus)
- Vincenzo Gemito (Pescatore (vissersjongen))
- Giovanni della Robbia en Andrea della Robbia
- Bartolomeo Bandinelli

Interessant zijn de twee bronzen panelen met Het offer van Abraham door Lorenzo Ghiberti en Filippo Brunelleschi. Deze zijn gemaakt voor een wedstrijd om de opdracht voor de bronzen deuren van het baptisterium van Florence. Ghiberti heeft deze wedstrijd gewonnen. De bezoeker kan vandaag de dag zo ook nog steeds zelf beoordelen of deze overwinning terecht was.
Tevens herbergt het museum een collectie van kunstvoorwerpen van ivoor en email alsmede juwelen, wandkleden en wapens.